# Bleach: Memories of Nobody
Pour les articles homonymes, voir Bleach.
Pour plus de détails, voir Fiche technique et Distribution.
Bleach: Memories of Nobody (劇場版ブリーチ, Gekijouban Burīchi) est le premier long métrage d'animation réalisé par Noriyuki Abe d'après le manga de Tite Kubo, Bleach, sorti le 16 décembre 2006 au Japon. En France, le film est sorti et disponible depuis le 28 janvier 2009 en DVD chez Kazé.

## Synopsis
Le dispositif d'alerte de la Soul Society est à son niveau maximum et toutes les équipes sont mobilisées. Le monde est tout simplement menacé de destruction par un mystérieux groupe qui se fait appeler les Dark One menés par un certain Ganryu. Ichigo et Rukia n'auront qu'une heure et pas une seconde de plus pour déjouer cette menace. Leur point de départ, Senna, une énigmatique shinigami assez peu bavarde et n'arrétant de courir partout qu'Ichigo avait rencontrée peu de temps avant...

## Fiche technique
- Titre français : Bleach - Film 1 : Memories of Nobody
- Titre original : 劇場版ブリーチ Gekijouban Burīchi
- Auteur : Tite Kubo
- Réalisation : Noriyuki Abe
- Scénario : Masashi Sogo
- Décors : Sawako Takagi
- Musique : Shirō Sagisu
- Design des personnages : Masashi Kudo
- Production : Studio Pierrot
- Format d'image : Couleur
- Pays d'origine :  Japon
- Langue : japonais
- Distribution : Toho Company, Ltd.
- Genre : animation
- Durée : 87 minutes
- Date de sortie cinéma : 16 décembre 2006
- Date de sortie DVD :
  - France : 28 janvier 2009

## Doublage
| Personnages                  | Voix japonaises | Voix françaises    |
| ---------------------------- | --------------- | ------------------ |
| Ichigo Kurosaki              | Masakazu Morita | Vincent de Bouard  |
| Senna                        | Chiwa Saito     | Pascale Chemin     |
| Rukia Kuchiki                | Fumiko Orikasa  | Françoise Escobar  |
| Ganryu                       | Masashi Ebara   | Antoine Tomé       |
| Jūshiro Ukitake              | Hideo Ishikawa  | Francis Benoît     |
| Rangiku Matsumoto            | Kaya Matsutani  | Jessie Lambotte    |
| Renji Abarai                 | Kentarō Itō     | Nicolas Beaucaire  |
| Yamamoto Genryūsai Shigekuni | Masaaki Tsukada | Jean-Pierre Leblan |
| Kon                          | Mitsuaki Madono | Patrick Pellegrin  |
| Tōshirō Hitsugaya            | Romi Paku       | Jochen Haegele     |
| Kisuke Urahara               | Shinichiro Miki | Yannick Bellissard |